# IC 2372
IC 2372 је појединачна звијезда у сазвјежђу Рак која се налази на листи објеката дубоког неба у Индекс каталогу.
Деклинација објекта је + 19° 52' 58" а ректасцензија 8h 26m 40,6s.